# AIRES-Flug 8250
AIRES-Flug 8250 (Flugnummer IATA: 4C8250, ICAO: ARE8250, Funkrufzeichen AIRES 8250) war ein Linienflug der AIRES vom Flughafen Bogotá zum Flughafen San Andrés. Am 16. August 2010 wurde der Flug mit einer Boeing 737-73V durchgeführt. Die Maschine wurde bei der nächtlichen Landung während eines Sturms 49 Meter vor der Landebahnschwelle ins Gelände geflogen, wobei zwei Passagiere getötet wurden. Als maßgebliche Unfallursache wurde eine optische Täuschung der Cockpitbesatzung festgestellt.

## Maschine
Bei der betroffenen Maschine handelte es sich um eine Boeing 737-73V, die zum Zeitpunkt des Unfalls sieben Jahre und sieben Monate alt war. Die Maschine wurde im Werk von Boeing in Renton im Bundesstaat Washington endmontiert und absolvierte am 10. Januar 2003 mit dem Testkennzeichen N6046P ihren Erstflug. Das Flugzeug trug die Werksnummer 32416 und die Seriennummer 1270. Die Maschine wurde für die Flugzeugleasinggesellschaft AWAS gebaut und am 21. Februar 2003 fabrikneu an deren Kunden Easyjet ausgeliefert, bei dem sie mit dem Luftfahrzeugkennzeichen G-EZJU in Betrieb genommen wurde. Nach dem Auslaufen des Leasingvertrags wurde die Maschine am 27. Januar 2010 ausgeflottet und auf dem London Southend Airport eingelagert. Die Maschine wurde anschließend von der AWAS an die AIRES verleast und mit dem neuen Kennzeichen HK-4682 zugelassen. Der Auslieferungsflug fand zwischen dem 6. und 7. März 2010 statt, die Maschine wurde dabei zunächst vom London Southend Airport zum Flughafen Santa Maria auf den Azoren geflogen. Es folgte ein Zwischenstopp auf dem Flughafen Las Américas bei Santo Domingo in der Dominikanischen Republik, bis die Maschine schließlich den Flughafen Bogotá als Zielflughafen erreichte. Das zweistrahlige Schmalrumpfflugzeug war mit zwei Turbojettriebwerken des Typs CFMI CFM56-7B20 ausgestattet. Bis zum Zeitpunkt des Unfalls hatte die Maschine eine kumulierte Gesamtbetriebsleistung von 23.485 Betriebsstunden absolviert.

## Passagiere
Den Flug von der kolumbianischen Hauptstadt Bogotá zu der entlegenen Insel San Andrés in der Karibik hatten 125 Passagiere angetreten. Die meisten Passagiere waren Kolumbianer, es befanden sich jedoch auch ausländische Touristen an Bord.
| Staatsangehörigkeit | Passagiere | Besatzung | Gesamt |
| ------------------- | ---------- | --------- | ------ |
| Kolumbien           | 104        | 6         | 110    |
| Vereinigte Staaten  | 6          | -         | 6      |
| Frankreich          | 5          | -         | 5      |
| Brasilien           | 4          | -         | 4      |
| Costa Rica          | 4          | -         | 4      |
| Deutschland         | 2          | -         | 2      |
| Gesamt              | 125        | 6         | 131    |

## Besatzung
Es befand sich eine sechsköpfige kolumbianische Besatzung an Bord, bestehend aus einem Flugkapitän, einem Ersten Offizier und vier Flugbegleiterinnen. 
- Der 43-jährige Flugkapitän Wilson Gutierrez war der Pilot flying. Er hatte am 19. November 1991 seine kommerzielle Pilotenlizenz erworben. Er war zunächst bei einer Fluggesellschaft als Erster Offizier an Bord der Douglas DC-3 angestellt, später flog er als Erster Offizier im Cockpit einer in Privatbesitz befindlichen PBY6A Catalina. Im Jahr 1998 begann er für die AIRES zu fliegen, wo er dreieinhalb Jahre lang auf der Embraer EMB 110 eingesetzt wurde. Von 2001 bis 2005 war er Erster Offizier an Bord der De Havilland DHC-8. Anschließend wurde er zum Kapitän von Maschinen dieses Typs befördert, eine Position, die er bis Dezember 2009 innehatte. Erst acht Monate vor dem Unfall wurde Gutierrez zum Ersten Offizier und dann zum Flugkapitän der Boeing 737-700 ausgebildet. Der Flugkapitän verfügte über 7.643 Stunden Flugerfahrung, davon hatte er 343 Stunden mit der Boeing 737 absolviert.

- Der 25-jährige Erste Offizier Camilo Piñeyros Rodriguez war der Pilot Monitoring. Er hatte seine Pilotenkarriere im Jahr 2006 begonnen und war zwei Jahre lang als Erster Offizier im Cockpit der De Havilland DHC-8 eingesetzt worden, ehe er im August 2009 zum Ersten Offizier im Cockpit der Boeing 737 ausgebildet wurde. Der Erste Offizier verfügte über 1.900 Stunden Flugerfahrung, von denen er 800 im Cockpit der Boeing 737 absolviert hatte.

## Unfallhergang

Sitzplan der Maschine

Der Anflug auf den Flughafen der entlegenen, 190 Kilometer vor der Küste Nicaraguas gelegenen kolumbianischen Insel San Andrés wurde bei Nacht und während eines Sturms durchgeführt. Der Kapitän flog die für die Landung konfigurierte Maschine 49 Meter vor der Landebahn ins Gelände. Die Boeing setzte hart und mit dem Rumpfmittelteil zuerst auf dem Boden auf und schlitterte 100 Meter weiter geradeaus auf die Landebahn, während sie sich um 90 Grad nach rechts drehte. Dabei brach der Rumpf in drei Teile auseinander, die allesamt auf der Landebahn zum Stehen kamen. Der vordere Rumpfabschnitt, bestehend aus dem Cockpit und den ersten acht Sitzreihen zeigte in seiner Endposition in eine andere Richtung als die beiden anderen Teile des Hauptwracks. Bei dem Unfall wurden außerdem das Fahrwerk sowie ein Triebwerk von der Maschine abgerissen.

## Opfer
Von den 131 Insassen wurden zwei Personen getötet: Eine 68-jährige Frau erlitt bei dem Aufprall einen Riss in der Aorta sowie einen Leberriss und starb an diesen Verletzungen. Ein Mädchen erlitt zudem schwere Hirnschädigungen, an denen sie 16 Tage nach dem Unfall ebenfalls verstarb. Vier weitere Personen hatten schwere Verletzungen erlitten. Von den überlebenden Insassen wurden 119 Personen zur Untersuchung ins Krankenhaus gebracht, die meisten hatten jedoch nur leichte Verletzungen erlitten. Insgesamt 13 Personen, darunter die vier Schwerverletzten, wurden zur Weiterbehandlung nach Bogotá ausgeflogen.

## Ursache
Es wurde festgestellt, dass die Maschine während des gesamten Anfluges unterhalb des Anflugprofils geflogen worden war. Der Flugkapitän gab zu Protokoll, dass er, anstatt sich nach der PAPI-Befeuerung zu richten, auf die grünen Lichter der Landebahnschwelle geachtet hatte. Er hatte beim Anflug den Beginn der Landeschwelle anstatt den Aufsetzpunkt anvisiert. Hierbei hatte er sich von einer Routine leiten lassen, die aus seiner Flugerfahrung mit Turbopropflugzeugen resultierte, jedoch nicht den Empfehlungen von strahlgetriebenen Passagiermaschinen wie der Boeing 737 entsprach.
Die Ermittlungen ergaben, dass die Fluggesellschaft keine neuen Piloten eingestellt hatte, als sie im Jahr 2009 rapide expandierte und neun Maschinen des Typs Boeing 737 in ihre Flotte aufnahm. Stattdessen wurden die beim Unternehmen beschäftigten und hauptsächlich mit dem Fliegen von Turboprop-Maschinen erfahrenen Piloten auf den neu ins Flottenportfolio aufgenommenen Flugzeugtyp fortgebildet. Der hauptsächlich im Fliegen von Turboprop-Maschinen des Typs DHC-8 erfahrene Flugkapitän wurde nach einer nur fünfwöchigen Ausbildung in Maschinen des Typs Boeing 737 eingesetzt, der Erste Offizier hatte gar nur eine zweiwöchige Ausbildung absolviert.
Als maßgebliche Ursache für den Unfall wurde jedoch eine Täuschung der Sinneswahrnehmung des Piloten festgestellt. Beim Anflug während der Nacht und ohne Referenzpunkte neben der beleuchteten Landebahn habe der Pilot den Eindruck gehabt, dass sich die Maschine näher an der Landebahn befinde, als es der Fall war. Aus diesem Grund hatte er die Maschine in einen Punkt vor der Landebahn gelenkt.

## Medien
Die kanadische Dokumentationsserie Mayday – Alarm im Cockpit behandelt dieses Unglück in der zehnten Folge der zwanzigsten Staffel unter dem Titel „Tragödie bei der Landung“.